# سمكة المهرج موريشيوس
سمكة المهرج موريشيوس (الاسم العلمي: Amphiprion chrysogaster)، هو نوع من الأسماك يتبع جنس سمكة المهرج من فصيلة البوماسنتريدي. يستوطن في موريشيوس.